# Nationaal Park Wigry
Nationaal Park Wigry (Pools: Wigierski Park Narodowy, Litouws Vygrių nacionalinis parkas) is een nationaal park in de woiwodschap Podlachië in Polen. Het park werd opgericht in 1989 en is 150,86 km² groot. Het landschap bestaat uit bossen, venen en 42 meren. In het park leven 202 soorten vogels, 32 soorten vissen en 46 soorten zoogdieren (waaronder bever).

## Europese wandelroute
Door deze dit gebied loopt de Europese wandelroute E11. De E11 loopt van Den Haag naar het oosten, naar de grens Polen/Litouwen. Ter plaatse komt de route van het noordwesten van Jeleniewo, gaat aan de oostzijde van het gebied door de dorpjes Tartak, Magdalenowo, Czerwony Folwark, Rosochaty Róg en Wysoki Most en vervolgt verder naar Karolin.

## Afbeeldingen

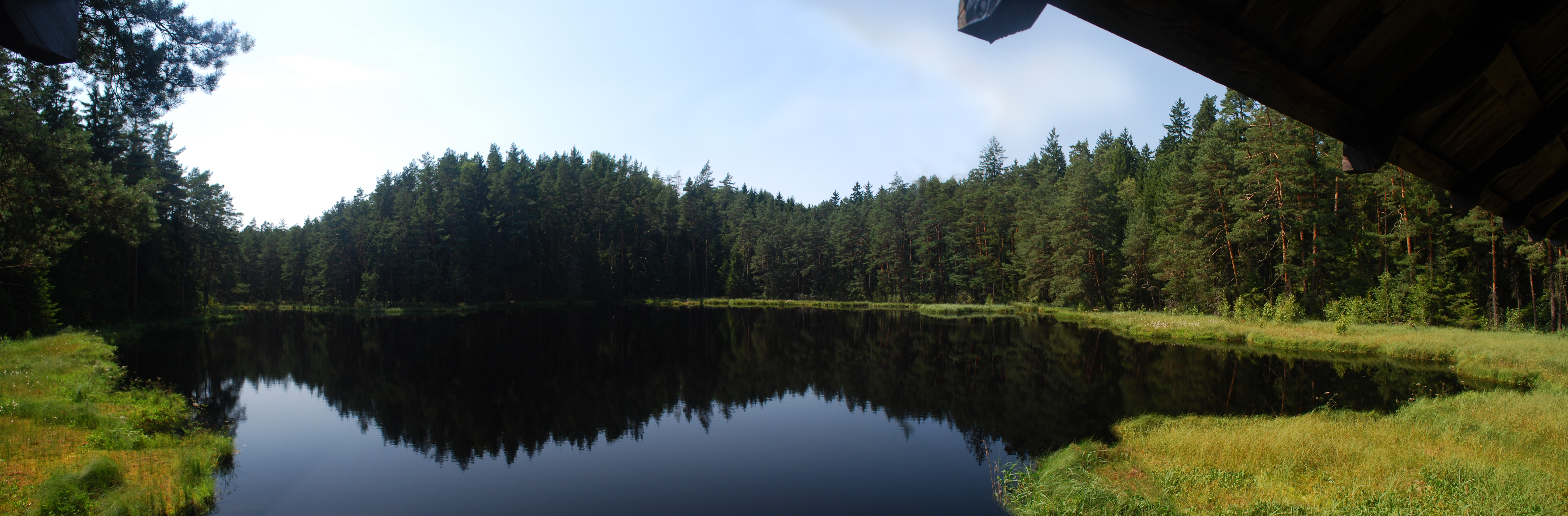
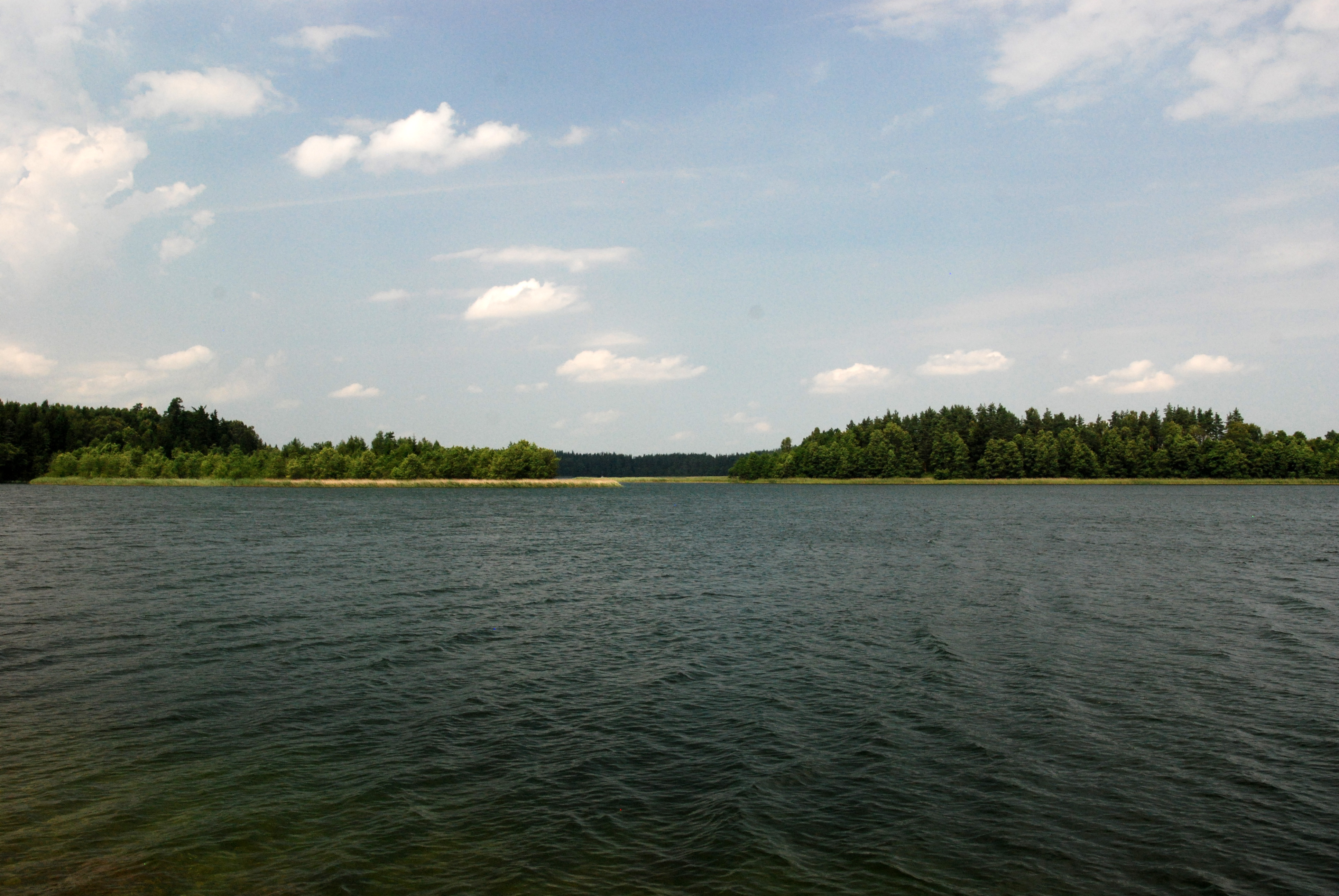
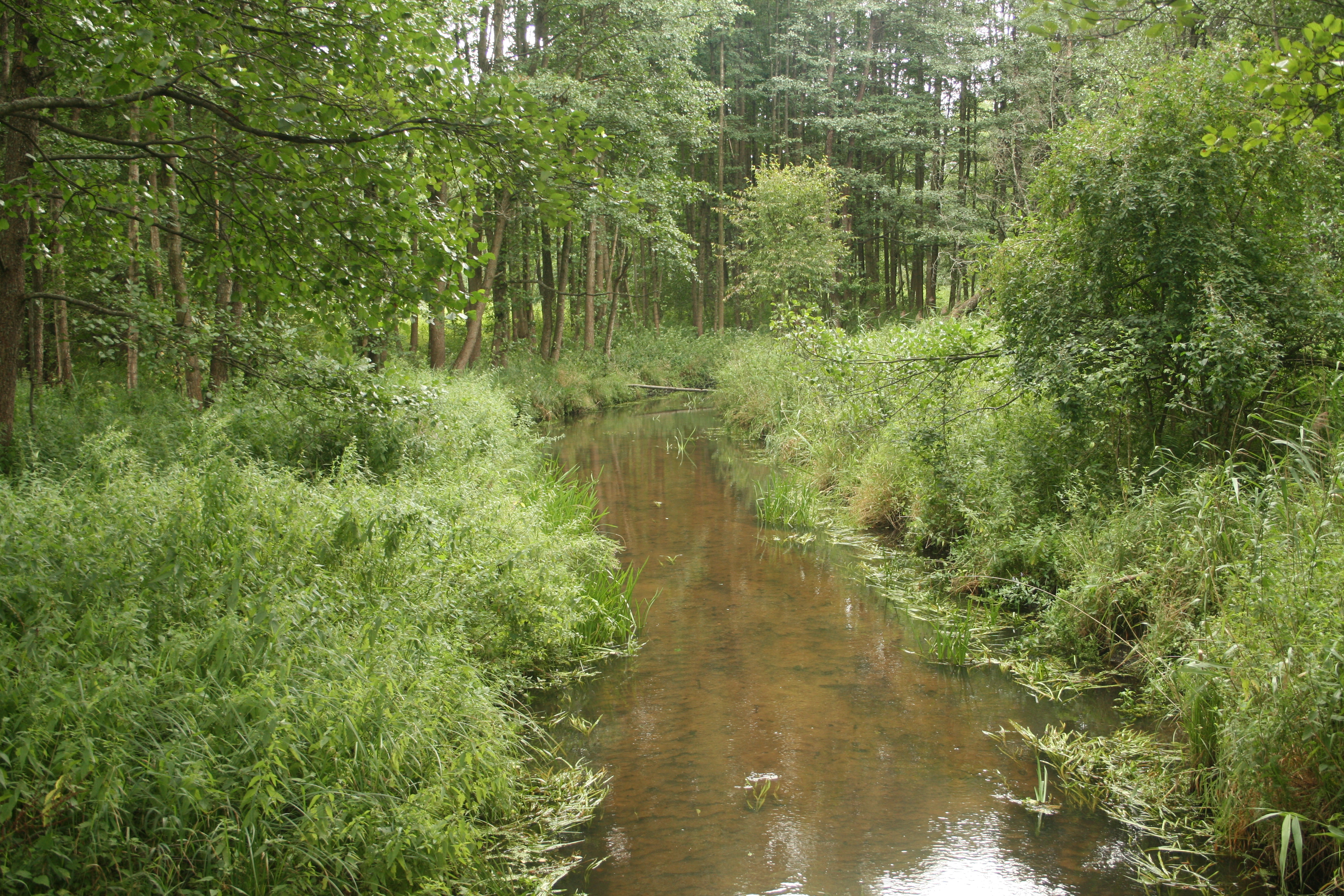
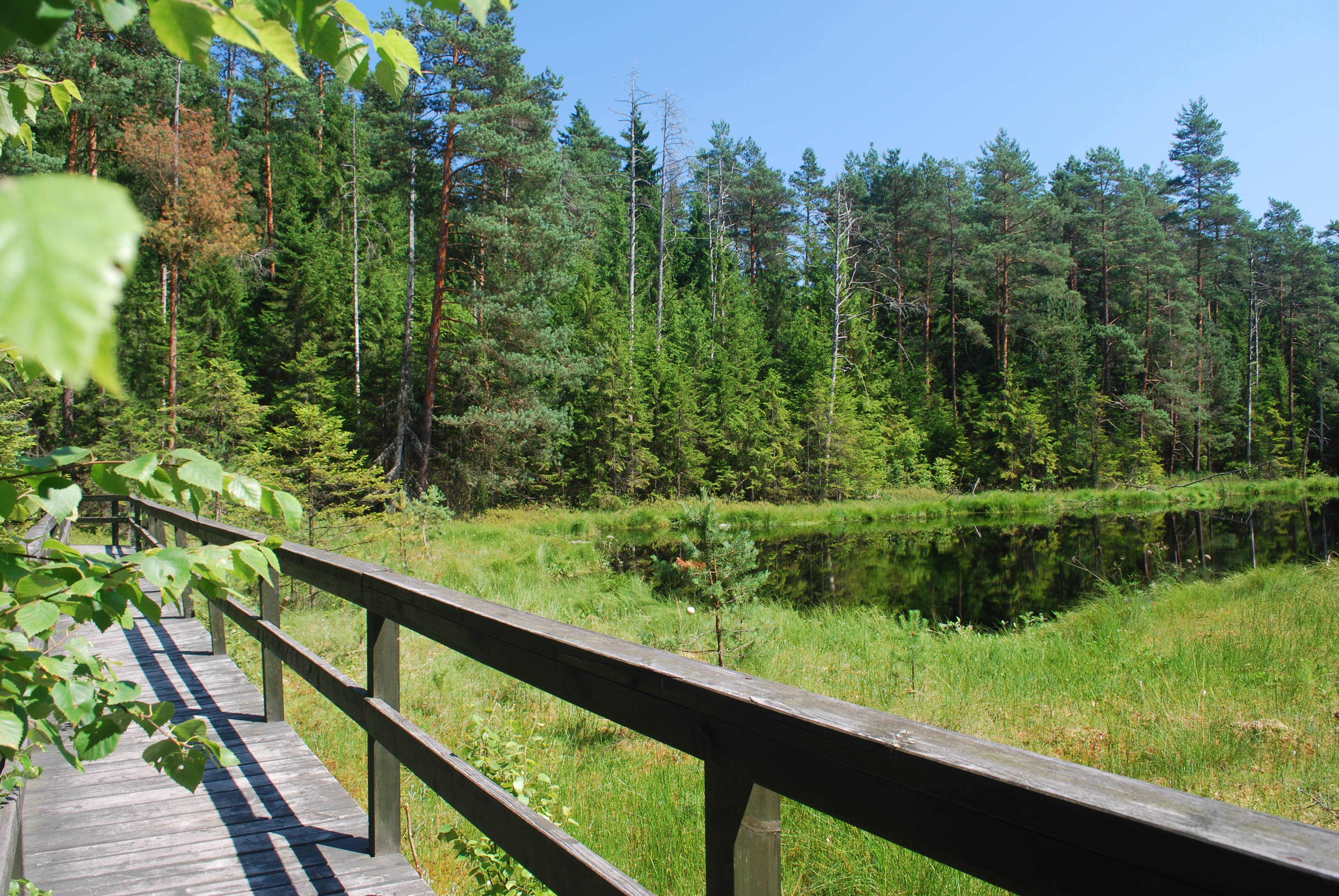

Babia Góra · 
Białowieża · 
Biebrza · 
Bieszczady · 
Bory Tucholskie · 
Drawa · 
Gorce · 
Gór Stołowych · 
Kampinos · 
Karkonosze · 
Magura · 
Narew · 
Ojców · 
Pieniny · 
Poleski · 
Roztocze · 
Słowiński · 
Świętokrzyski · 
Tatra · 
Wartamonding · 
Wielkopolska · 
Wigry · 
Wolin